# ایساکوفسکایا
ایساکوفسکایا (به لاتین: Isakovskaya) یک منطقهٔ مسکونی در روسیه است که در استان آرخانگلسک واقع شده‌است.